# Іскра (Курський район)
Іскра (рос. Искра) — селище в Курському районі Курської області Російської Федерації.
Населення становить 1794 особи. Входить до складу муніципального утворення Щетинська сільрада.

## Історія
Населений пункт розташований на території українського етнічного та культурного краю Східна Слобожанщина.
Від 2004 року входить до складу муніципального утворення Щетинська сільрада.

## Населення
| 2002 | 2010  |
| ---- | ----- |
| 1359 | ↗1794 |